# 1988 au théâtre
| Années du théâtre : 1985 - 1986 - 1987 - 1988 - 1989 - 1990 - 1991    |
| Décennies du théâtre : 1950 - 1960 - 1970 - 1980 - 1990 - 2000 - 2010 |

Cet article présente les faits marquants de l'année 1988 au théâtre.

## Événements
- 9 juillet : ouverture du 42e Festival d'Avignon.
- En Australie, le prix Patrick-White est décerné pour la première fois à l'ensemble d'une œuvre dramatique, en honorant la dramaturge d'origine néo-zélandaise Alma De Groen.

## Pièces de théâtre représentées
- 5 février : Bacchus de Jean Cocteau, mise en scène Jean Marais, théâtre des Bouffes-Parisiens (Paris)

## Festival d'Avignon

### Cour d'honneur duPalais des Papes
- Le Conte d'hiver, de William Shakespeare, traduction Bernard-Marie Koltes, mise en scène Luc Bondy, avec Michel Piccoli, Benjamin Levy, Benjamin Monnier, Philippe Morier-Genoud, Roland Amstutz, Howard Vernon, Bulle Ogier, Laura Benson, Marianne Denicourt, Eva Ionesco.
- Hamlet, de William Shakespeare, traduction Yves Bonnefoy, mise en scène Patrice Chéreau, avec Gérard Desarthe, Robin Renucci, Marthe Keller, Wladimir Yordanoff, Bernard Ballet, Vincent Pérez, Marianne Denicourt, Thibault de Montalembert, Bruno Todeschini, Olivier Rabourdin, Pascal Greggory, André Julien, Nada Strancar.
- Five stone wind, chorégraphie Merce Cunningham, avec Helen Barrow, Kimberly Bartosik, Merce Cunningham, Emma Diamond, Victoria Finlayson

## Récompenses
- 2e Nuit des Molières (Molières 1988)
- Prix Arletty : Denise Bonal

## Décès
- Jean-Paul Cisife (°1933)
- 7 janvier : Michel Auclair (°1922)
- 7 janvier : Paul Mercey (°1923)
- 2 février : Marcel Bozzuffi (°1929)
- 15 février : Jean-Claude Aubé (°1944)
- 1er mars : Jean Le Poulain (°1924)
- 13 mars : Xavier Saint-Macary (°1948)
- 29 mars : Jacques Santi (°1939)
- 12 avril : Colette Deréal (°1927)
- 24 avril : Germaine Delbat (°1904)
- 25 avril : René Cardona (°1906)
- 2 juin : Annette Poivre (°1917)
- 11 juin : Christine Fabréga (°1931)
- 1er août : Hélène Vallier (°1932)
- 11 août : Pauline Lafont (°1963)
- 11 septembre : Georges Sellier (°1893)